# Calamity Anne's Love Affair
Calamity Anne's Love Affair è un cortometraggio muto del 1914 diretto da Thomas Ricketts.

## Trama
Calamity Anne, dopo essersi consigliata con Tommy, decide di entrare in affari poiché non si trova in una buona situazione finanziaria e vuole investire il denaro che ha. Un giorno, incontra Skyboy, un aviatore che sta per dare una dimostrazione aerea. Gli amici cowboy le dicono che gli aviatori fanno un sacco di soldi e lei comincia a frequentarlo. Quando lui le chiede di sposarlo, Calamity accetta. Tutto è pronto per le nozze, quando alla cerimonia si presentano due donne che entrambe dichiarano di essere la fidanzata di Skyboy, al quale hanno prestato dei soldi. Le intruse vengono cacciate e le nozze stanno per essere celebrate quando arriva una terza donna, che dimostra di essere legalmente sposata a Skyboy e che l'aviatore è il padre del loro bambino. A questo punto, Calamity rinuncia al matrimonio, senza però dimenticarsi del denaro che ha dato al fidanzato. Se lo fa restituire, consegnandolo alla moglie. Poi, torna dal fedele Tommy per farsi consolare da lui, promettendogli che, nel futuro, non ci sarebbero state campane nuziali per lei.

## Produzione
Il film fu prodotto dall'American Film Manufacturing Company.
Fu l'ultimo di una serie di dodici cortometraggi di genere western dedicati al personaggio di Calamity Anne, interpretata da Louise Lester.

## Distribuzione
Distribuito dalla Mutual, il film - un cortometraggio in una bobina - uscì nelle sale cinematografiche degli Stati Uniti l'8 maggio 1914.